# نادي رودار بليفليا
نادي رودار بليفليا لكرة القدم (FK Rudar Pljevlja) هو نادي كرة قدم من مدينة بلييفليا في الجبل الأسود. يلعب حاليا في الدوري المونتينيغري الممتاز وفاز بلقب الدوري في موسومين 2009-10 و 2014-15.

## تاريخ
تأسس النادي في عام 1920.